# Alexandre Francisco de Bragança
D. Alexandre Francisco de Bragança (Lisboa, 24 de setembro de 1723 - Lisboa, 2 de agosto de 1728) foi um Infante de Portugal, sexto e último filho do Rei João V de Portugal e de Maria Ana de Áustria.

## Biografia
Nasceu no Paço da Ribeira, em Lisboa, a 24 de setembro de 1723, sendo baptizado a 6 de dezembro com o nome de Alexandre Francisco José António Nicolau de Bragança, pelo cardeal-patriarca Tomás de Almeida na Sé Patriarcal de Lisboa, tendo por padrinhos Filipe V de Espanha e Maria Ana de Neuburgo, sendo procuradores Domingo Capecelatro y Caracciolo, Marquês de Capecelatro e Nuno Álvares Pereira de Melo, 1.º Duque de Cadaval.
Revelou na sua curta vida uma inteligência avançada para a idade, como descreve António Caetano de Sousa: «começou a brilhar huma tal gravidade, que pareciaõ effeitos de huma cuidadosa prudencia, com promptidaõ nas respostas, que admiravaõ a todos, os que o ouviraõ, porque mostravaõ nascerem da mais profunda meditaçaõ, porque em tudo se lhe divisava hum sublime engenho».
Faleceu no mesmo Paço onde nasceu, a 2 de agosto de 1728, aos 4 anos de idade, vítima de varíola. A 28 do mesmo mês, o 2.º Marquês de Valença, Francisco de Paula de Portugal e Castro, recitou uma oração sobre a sua morte, em assembleia na Academia Real de História. Jaz no Panteão da Dinastia de Bragança, em túmulo não identificado, desconhecendo-se o motivo deste lapso.